# Sebastian Bogner
Sebastian Bogner, (Pforzheim, 17 de gener de 1991) és un Gran Mestre d'escacs nascut a Alemanya i nacionalitzat suís. Ha estat campió de Suïssa el 2018.
El maig del 2012 va guanyar l'Obert de Liechtenstein. El maig del 2014 va tornar a guanyar l'Obert de Liechtenstein. L'agost del 2014 va quedar tercer classificat en l'XVI Obert de Sants.